# Tracy McGrady
Tracy Lamar McGrady, Jr. ("T-MAC"), född 24 maj 1979 i Bartow i Florida, är en tidigare professionell basketspelare som senast spelade för NBA-laget San Antonio Spurs. Hans poängrekord är 62 poäng i en match, som han gjorde mot Washington Wizards säsongen 2004—2005.
Säsongen 2000–2001 vann T-Mac priset Most Improved Player Award.

## Uppväxt
Tracy McGrady föddes den 24 maj 1979 och fick namnet Tracy Lamar McGrady Jr, senare i NBA kallad för T.Mac. Hans föräldrar hade precis gått ut high school när han föddes, och pappan lämnade familjen då pojken bara var några veckor gammal. Modern Melanise flyttade hem till sin mamma Roberta i Auburndale. Det är en liten ort med ca 8 000 invånare, som ligger mellan Tampa Bay och Orlando och det kunde vara en tuff och våldsam miljö att växa upp i.
Efter att en av Tracys kusiner blivit skjuten på öppen gata bestämde han sig för att han inte skulle bli kvar där så länge.
Tracy McGrady började att spela baseboll, men fastnade för basket efter att han sett Penny Hardaway spela i Orlando Magic. Han gjorde saker på planen som McGrady aldrig hade sett någon annan göra förut. Som 16-åring började han på Auburndale High School där han snabbt fick en plats i skollaget. Tracy blev en farlig allround-spelare som snittade 25 poäng och 12 returer per match. Han misskötte dock skolan - om han ens gick dit – och efter ett bråk med en lärare blev han avstängd från skolans basketlag och hans möjligheter att gå på college slogs i spillror.
McGrady lyckades göra en så kallad "Windmill Dunk" i en seniormatch vilket imponerade på en agent från varumärket Adidas. Agenten övertalade Mount Zion Christian Academy i Durnham i North Carolina att ta emot honom. Han började spela i skollaget Mighty Warriors som var delstaten North Carolinas näst bästa high school-lag. Han trivdes bra på Mount Zion, började träna hårt och blev god vän med lagets coach Joel Hopkins.
Laget avancerade från näst bäst i delstaten till bland de 20 bästa lagen i USA, och Tracy McGrady, som kunde spela på alla fem positioner, blev lagets stjärna.
Denna säsong – som inneburit stora förändringar mentalt och fysiskt för McGrady – avslutades som alla andra säsonger med tävlingen McDonald's All-American, som var den största tävlingen för high school-lag i landet. Tracy ledde sitt lag till en andra plats med statistik som gjorde honom attraktiv för de flesta collegecoacher. Dessutom blev han efter säsongens slut utsedd till North Carolinas bästa spelare och landets näst bästa spelare efter UNLV:s Lamar Odom, även han en framtida NBA-stjärna.

## NBA-draft
McGradys coach Joel Hopkins var god vän med en NBA-scout vid namn Marty Blake. Blake tyckte att McGrady var en av de fem hetaste spelarna just då och han rådde honom att skippa college och istället prova sin lycka i den för många basketspelare ouppnåeliga NBA-draften. NBA-draften är en utvald grupp med unga väldigt duktiga spelare som NBA-lagen får välja ut till sitt lag.
Chicago Bulls var den klubb som var mest intresserad av McGrady, då de tänkte byta honom mot legenden Scottie Pippen. Några timmar innan traden hotade den förmodligen bästa basketspelaren genom tiderna Michael Jordan - som också spelade i Chicago - med att pensionera sig om de tradade bort Pippen, och då ställdes traden in. Då fick istället Toronto Raptors upp ögonen för McGrady och draftade honom. Hans manager Alvis Smith lyckades tack vare sina kontakter ge McGrady ett kontrakt från Adidas som under sex år gav honom 12 miljoner $.

## NBA

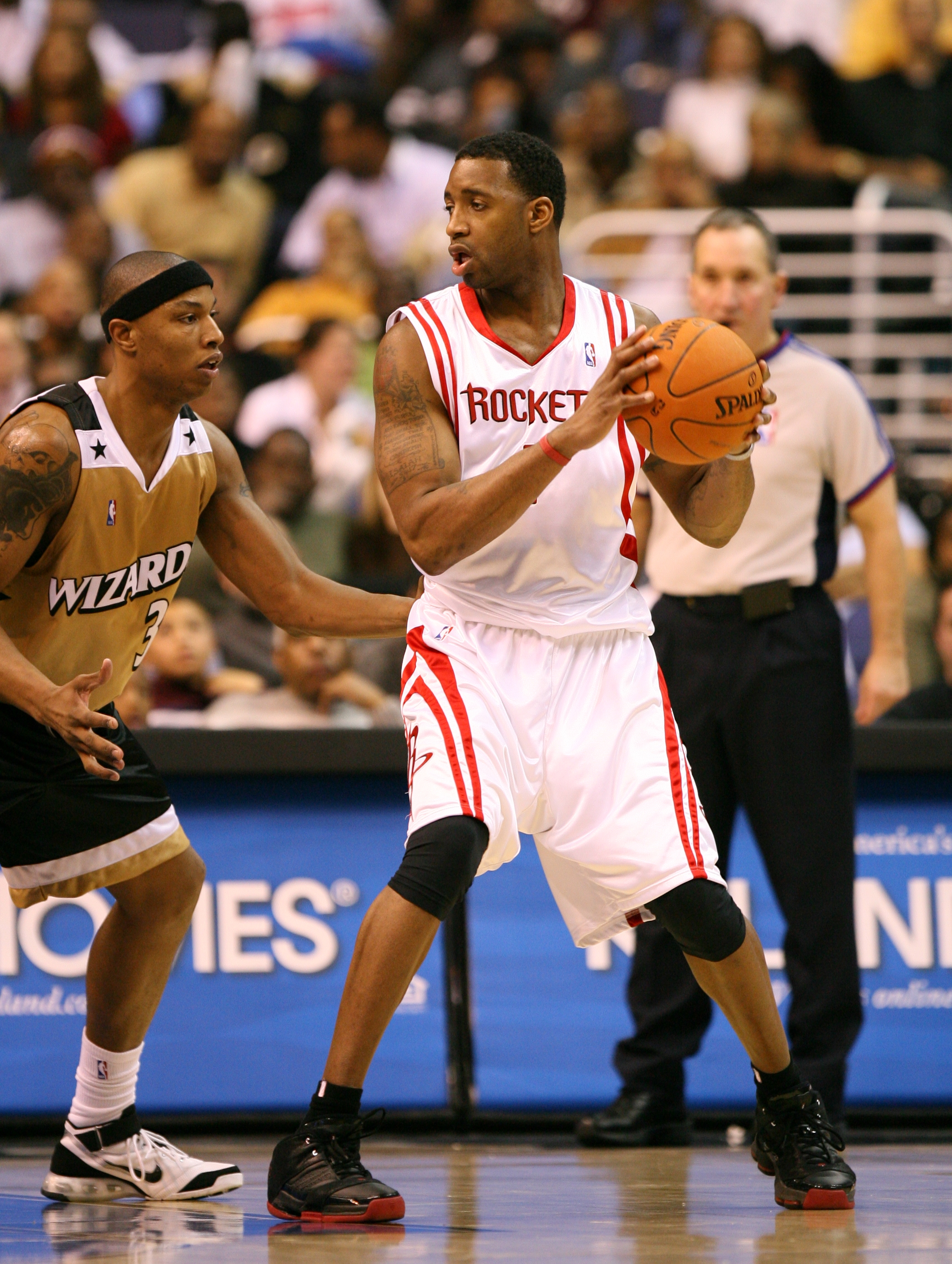
Tracy McGrady 2006.

Alla trodde att med denna nya starka trupp som Toronto hade skapat skulle de kunna vara ett stort hot mot de etablerade storklubbarna i NBA, men säsongen blev en mardröm för både McGrady och Toronto.
Den största anledningen till detta nederlag var att fem av lagets bästa spelare blev skadade och sen miste coachen kontrollen över laget och de vann bara två av sina 24 första matcher. McGrady fick mest sitta på bänken, men efter att ha blivit god vän med Kobe Bryant fick han mer livsglädje, vilket ledde till att han spelade bättre och det syntes på speltiden och i målprotokollet. När Vince Carter kom med i laget blev de genast vänner och upptäckte också att de var bryllingar. År 2000 tröttnade McGrady på att spela i en klubb som aldrig tog sig vidare till playoffen och bytte till Orlando Magic som gav honom ett kontrakt för 93 miljoner $.
I Orlando Magic fick han mycket speltid och gjorde många matcher där han gjorde mer än 40 poäng. Tillsammans med Grant Hill lyckades de två bära laget vidare till playoff. McGrady fick All Star-uppdrag säsongerna 2001–2002 och 2002–2003. Men sedan blev Hill skadad och Orlando Magic förlorade 19 matcher på raken. McGrady bytte år 2004 till Houston Rockets där han spelade fram till 2010 då han blev bytt till New York Knicks. Säsongen som följde skrev McGrady på ytterligare kontrakt, denna gång ett ettårskontrakt med Detroit Pistons.
Den 9 december 2004 gjorde Tracy McGrady 13 poäng på 33 sekunder vilket vände matchen till vinst, det är bland de mest mirakulösa individuella momenten i NBA:s historia.
I All Star-matchen under säsongen 2005–2006 var han poängbäst med sina 37 poäng. Men han fick inte MVP-priset i den matchen då det istället utdelades till LeBron James.